# 쌀떡
쌀떡은 쌀로 만든 떡이다. 한국의 떡 외에도 중국의 녠가오, 일본의 모치, 베트남의 바인 등 여러 가지 쌀떡이 존재한다. 영어 등 서양 언어권에서 쌀 케이크(영어: rice cake 라이스 케이크[*])라 부르는 음식에는 쌀떡 외에 쌀뻥튀기 등 쌀과자(-菓子)도 포함된다.

## 지역별 쌀떡·쌀과자

### 동아시아

#### 한국
- 떡
  - 찌는 떡(蒸餠): 꿀떡, 망개떡, 바람떡, 버무리, 설기떡(백설기, 무지개떡), 송편, 술떡, 시루떡
  - 치는 떡(搗餠): 가래떡, 개피떡, 단자, 떡면, 부편, 송편, 인절미, 절편
  - 삶는 떡: 경단, 새알심
  - 지지는 떡(煎餠): 노티, 부꾸미, 전병, 주악, 화전
- 밴새
- 뻥튀기

#### 일본
- 모치: 다이후쿠, 당고
- 센베이

#### 중화권
- 녠가오
- 박통고우
- 붓자이고우
- 앙꾸꾸에
- 얼콰이
- 젠두이
- 쭝쯔
- 탕위안
- 히판

### 동남아시아

#### 말레이시아·브루나이·싱가포르
- 쿠이

#### 베트남
- 바인: 바인 둑, 바인 또, 바인 배오, 바인 보, 바인 쯩

#### 인도네시아
- 나가사리
- 론통
- 름프르
- 부라사
- 비빙카
- 스라비
- 아름아름
- 쿠에
- 크투팟

#### 필리핀
- 바예바예
- 비빙카
- 비코
- 사핀사핀
- 수만
- 암파우
- 에스파솔
- 쿠친타
- 팔리타우
- 푸토

### 남아시아
- 이들리
- 피타
- 푸투

### 기타 지역
- 볼루 드 아호스: 포르투갈의 쌀 케이크
- 타친: 이란의 쌀 케이크
- 토르타 디 리소: 이탈리아의 쌀 케이크

## 같이 보기
- 쌀국수
- 쌀밥
- 쌀빵
- 쌀죽